# ベルトーネ・ジェネシス
ベルトーネ・ジェネシス (Bertone Genesis、ランボルギーニ・ジェネシスとも呼ばれる) はベルトーネがランボルギーニの部品を使い設計したコンセプトカーである。

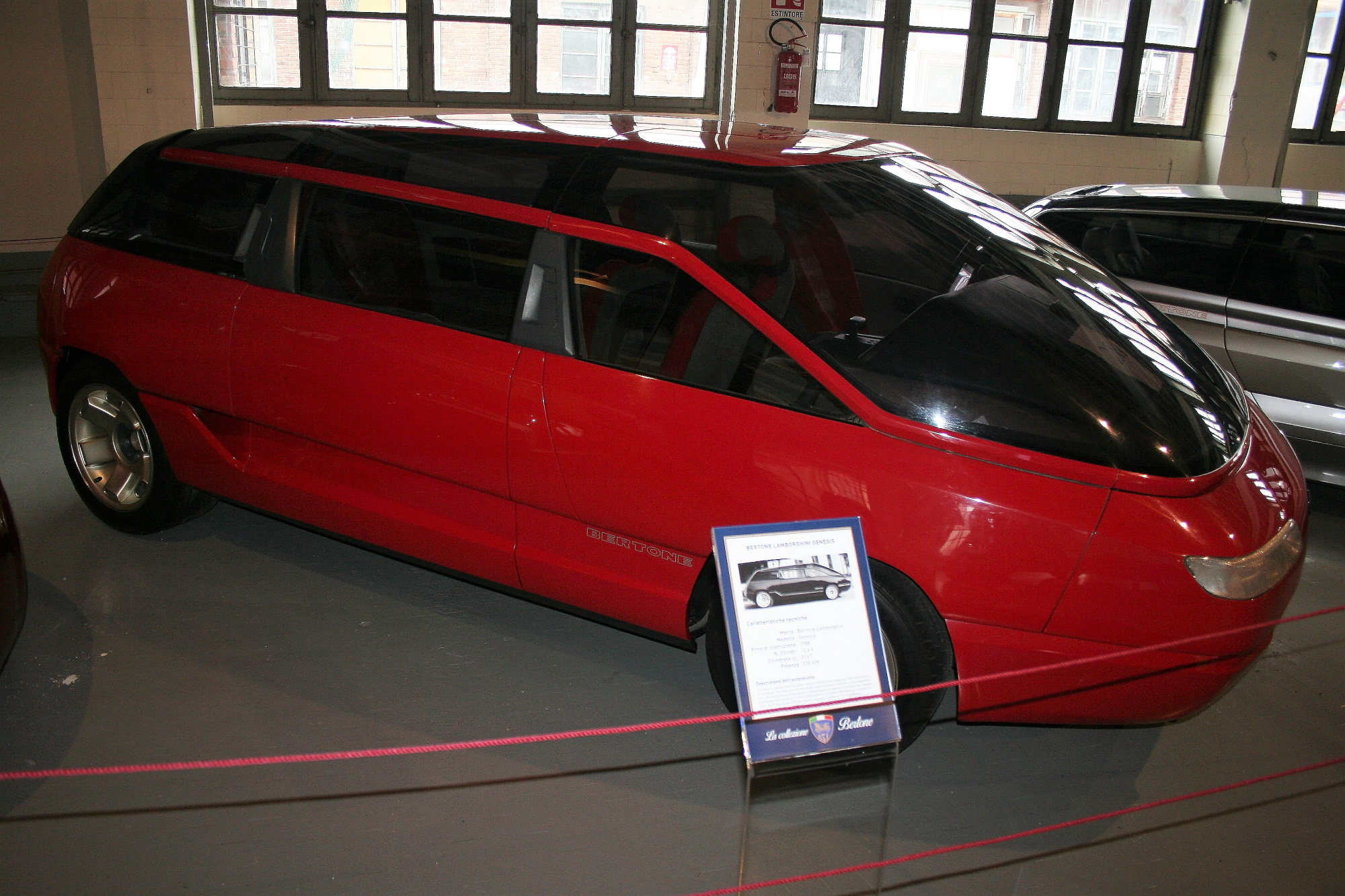
ジェネシス サイド

## 概要
ジェネシスは1988年のトリノオートショーで発表された。
5ドアのミニバンで、前のドアはガルウィングドア、後ろのドアはスライドドアを備えている。エンジンはカウンタック5000QVと同じ5.2L V12エンジンを搭載し、最高出力455bhp (339kW)を発揮する。そこに、3速Torque Fliteオートマチックトランスミッションを組み合わせた。しかし、ジェネシスの車両重量は1,800kg (3,968ポンド)で、クライスラーの3速トランスミッションよりも短いギア比だったため、カウンタックよりも遥かに遅い車両となった。
LM002の生産が終了していたため組み立てスペースに空きがあり、ジェネシスもしくはそれに似た車輌の製造が計画されたが、ショーカーの域を超えることはなかった。